# 周礼镇
周礼镇，是中华人民共和国四川省资阳市安岳县下辖的一个乡镇级行政单位。2019年12月，撤销龙桥乡和宝华乡，将其所属行政区域划归周礼镇管辖。

## 行政区划
周礼镇下辖以下地区：
蒙溪社区、柳塘村、横坝村、海棠村、玉顶村、大井村、桂湖村、荷花村、五君村、吉德村、救星村、斑竹村、建国村、田坝村、龙兴村、东林村、响滩村和芦堰村。

## 特产
周礼粉条：中国地理标志产品。